# Гьян, Уильям
Уильям Гьян (англ. William Gyan, 31 декабря 1985) — ганский футболист, защитник (по другим данным — нападающий).

## Карьера
В 2007 году выступал на любительском уровне за российский клуб «КАМАЗ» (Москва) под руководством тренера Сергея Дворянкова.
В 2008 году вместе с Дворянковым и группой футболистов из российских любительских команд, в том числе африканцами Дэвидом Тетте, Дэниелом Таго и Элайджей Ари перешёл в киргизский клуб «Дордой-Динамо». В его составе стал чемпионом и обладателем Кубка Кыргызстана 2008 года. По некоторым данным, в 2009 году продолжал играть за «Дордой» и снова стал чемпионом Кыргызстана.
В 2010 году выступал в чемпионате Таджикистана за «Худжанд». В 2011—2014 годах играл в Таджикистане за «Энергетик» (Душанбе). Летом 2012 года планировал вернуться в «Дордой», однако остался в составе «Энергетика». В 2014 году выступал за сборную легионеров чемпионата Таджикистана.

## Личная жизнь
Является двоюродным братом бывшего игрока раменского «Сатурна» Баффура Гьяна.